# Перелешин, Дмитрий Александрович
Дмитрий Александрович Перелешин (16 декабря 1862, Санкт-Петербург — 1935, Москва) — земский деятель, член II Государственной думы от Воронежской губернии.

## Биография
Родился в дворянской семье Александра Дмитриевича (1823—1885) и Софии Николаевны Перелешиных  (1833—1889). В 1872 году поступил в Московский лицей в память цесаревича Николая, окончил его в 1881 году. В том же году поступил на юридический факультет Санкт-Петербургского университета. 3 мая 1884 года как член «Народной воли» арестован в Воронеже, после чего доставлен в Петербург, в Петропавловскую крепость. Исключён из университета. Более двух лет находился под следствием в Петропавловской крепости. В 1886 году приговорён к трёхлетней ссылке в Западную Сибирь. В 1890 избран гласным Воронежского уездного земства, а в 1896 году — Воронежского губернского. Начиная с 1899 года, стал членом Воронежской губернской земской управы. Являлся почётным мировым судьёй, но позднее лишён этого звания. Владел землями в Воронежском уезде Воронежской губернии площадью 570 десятин. Сын Сергей родился в имении Дмитрово.
Состоял в партии Народной свободы. 6 февраля 1907 года был избран в Государственную думу II созыва от съезда городских избирателей. Вошёл в состав Конституционно-демократической фракции. Состоял членом думской комиссии по исполнению государственной росписи доходов и расходов, продовольственной комиссии. Был избран председателем распорядительной комиссии Думы. Участвовал в обсуждении с думской трибуны вопроса об избрании Продовольственной комиссии.
В 1914 году построил школу в пос. Перелёшино, которая функционирует до сих пор. Новое здание школы рядом со старым было построено в 1977 году. Во время I-й мировой войны, начиная с 1916 года, служил во Всероссийском земском союзе.
В 1916 году переехал в Москву, работал в различных хозяйственных учреждениях, в том числе в системе кооперации.

## Семья
- Жена — Ольга Андреевна, урождённая Котляревская (10 июля 1861—?), выпускница Высших женских курсов Герье, до замужества несколько лет преподавала литературу в Воронежской гимназии[7][8], сестра Сергея Котляревского  (1873—1939)
  - Сын — Александр Дмитриевич Перелешин (1897—?), член РСДРП, был женат на Марии Дмитриевне Быховской, жил в Москве, в 1923 году арестован; осенью 1923 — приговорён к 3 годам ссылки в Сибирь. В январе 1924 года обратился в Помполит с просьбой сообщить его родственнику Котляревскому (возможно, Сергею Андреевичу) о его судьбе[9].
  - Сын — Сергей Дмитриевич Перелешин (1900—1959), зоолог, охотовед[7].
- Брат — Александр[1],
- Брат — Владимир[1] (1869—1950), первый председатель Правления Московского народного банка[10].
- Сестра — Софья Александровна, замужем с 3.10.1897 года за врачом Сергеем Васильевичем Мартыновым.
- Сестра — Юлия Александровна[2].
- Сестра — Надежда Александровна[2]

## Сочинения
- Перелешин Д. А. К аграрному вопросу. // Воронежское слово. — 1906., февраль.
- Перелешин Д. А. Воспоминания народовольца. [Послесл. В. Кузнецова. Примеч. М. Хейфеца]. // «Звезда», 1973, № 11, с. 89—140.

### Рекомендуемые источники
- Баранова Н. О. Д. А. Перелешин и его общественно-политическая деятельность в Воронежском крае. // Новик. Вып. 10. — Воронеж, 2005. — С. 71-83.

### Архивы
- Российский государственный исторический архив. Фонд 1278. Опись 1 (2-й созыв). Дело 326.